# Всероссийское общество филателистов
Всероссийское общество филателистов (ВОФ) — филателистическая организация, объединявшая коллекционеров РСФСР и ряда союзных республик. Общество было создано в 1923 году, в конце 1930-х годов фактически прекратило свою деятельность.

## История

### Подготовительный этап
В 1920 году, после размежевания по вопросу дальнейшего развития филателии в стране, ряд коллекционеров вышли из Московского общества филателистов и коллекционеров. Ими в начале 1921 года была создана «Комиссия по организации Всероссийского общества филателистов». На первом этапе работы члены комиссии ориентировались на Российское бюро филателии (РБФ). Второй этап проходил в условиях острой борьбы между РБФ и появившейся в 1922 году Организацией Уполномоченного по филателии и бонам (ОУФБ) под председательством Ф. Г. Чучина[≡].
В июне 1922 года комиссия провела общее собрание филателистов Москвы под руководством РБФ, на котором было решено образовать Всероссийское общество филателистов и избрать комиссию по разработке устава и его регистрации.
В начале 1923 года комиссия по составлению устава ВОФ завершила работу. Устав был вынесен сначала на утверждение Народного комиссариата почт и телеграфов РСФСР (НКПТ), а затем — Административного отдела НКВД, который возвратил его на доработку. После повторного рассмотрения проекта в НКПТ он был утверждён в НКВД 15 марта 1923 года. Однако ОУФБ сразу же повела борьбу за его пересмотр.

### Организационные собрания
Первое организационное собрание филателистов состоялось 6 апреля 1923 года. На собрании произошёл перелом в борьбе между РБФ и ОУФБ. За сторонников ОУФБ выступило значительное число участников собрания. Было избрано первое правление ВОФ, в котором фактически отсутствовали сторонники РБФ. Председателем правления стал Владимир Христианович Репман[≡], заместителем — Б. Ф. Памфилов[≡], генеральным секретарём — Л. К. Эйхфус[≡], вторым секретарём — Б. С. Пашков[≡], казначеем — Э. И. Маркевич.
В протоколе собрания было записано:
Считать Всероссийское общество филателистов с 6 апреля 1923 года открывшим свои действия на основании утверждённого 15 марта 1923 года устава НКВД и вынести Борису Сергеевичу Пашкову благодарность за понесённые труды по организации ВОФ, а тов. Чучину Ф. Г. — за сделанный на общем собрании доклад на тему «Цели и задачи ВОФ».
28 апреля 1923 года состоялось второе организационное собрание филателистов. В этот день были приняты первые члены ВОФ. Билет за № 1 был выписан В. Х. Репману, за № 2 — Л. К. Эйхфусу, Ф. Г. Чучин получил билет под номером девять. Всего в первый день членами ВОФ стали 22 человека. На собрании было также принято решение о разработке нового устава Общества, так как принятый в марте 1923 года при участии РБФ устав ВОФ уже не отвечал его целям и задачам.

### Деятельность Общества

#### 1923—1924 годы
Первые заседания правления ВОФ проводились в помещении ОУФБ, находившегося по адресу 1-я Тверская-Ямская улица, дом 3, а с лета 1923 года в помещении по улице Герцена, 31 (угол улицы Герцена и Мерзляковского переулка). В нём разместилось правление и был открыт филателистический магазин.
29 июня 1923 года состоялось чрезвычайное собрание членов ВОФ (39 человек), на котором был принят новый устав Общества. В нём был значительно изменён раздел, в котором определялся состав Общества, порядок избрания членов, их права и обязанности. При вступление вводилось обязательное заполнение анкеты, состоящей из 17 пунктов, чего не было ранее. Различным учреждениям и организациям предоставлялось право быть действительными членами. Устав определял, что правление состоит из семи человек, пять из которых избираются съездом, а два места резервируются за представителями секции юных филателистов[≡] и представителем государственной филателистической организации. Помимо прочего в уставе были прописаны следующие цели и задачи: «приобщение русской филателии в филателистическом отношении к наиболее передовым странам Европы и Америки» и «постепенное, по мере сил и возможностей, возведение филателии на степень самостоятельной науки». В то же время устав жёстко регламентировал взаимоотношения ВОФ и Государственной организации по филателии. Так, например, одними из задач членов Общества было «всемерное содействие проведению в жизнь строгой монополии во внешней торговле филателистическими и бонными материалами и содействие по борьбе с нарушителями этой монополии», а также «сотрудничество с государственной филателистической организацией, а равно оказание содействия улучшению жизни детей и борьбе с последствиями голода». Новый устав ВОФ был утверждён в Административном отделе НКВД 22 сентября 1923 года.
23 сентября 1923 года было проведено общее собрание членов ВОФ (80 человек), на котором был образован Московский губернский отдел ВОФ (МГО ВОФ), а также избран Президиум МГО ВОФ[≡][≡]. Первым председателем МГО ВОФ стал Александр Романович Френкель, его заместителем Л. К. Эйхфус.
13 апреля 1924 года на общем собрании МГО ВОФ был создан Центральный областной отдел ВОФ (ЦОО ВОФ), объединивший 14 губерний[≡]. Был также избран состав Президиума ЦОО ВОФ, который одновременно исполнял обязанности правления МГО ВОФ. Председателем Президиума стал Валериан Андреевич Бессонов[≡], Л. К. Эйхфус сохранил пост заместителя председателя.
В 1924 году в списке действительных членов ВОФ насчитывалось 104 человека. К концу 1924 года в Обществе состояли 643 человека, из них в возрасте от 18 до 24 лет — 159 человек (24,7 %), от 25 до 45 — 388 (60,3 %), от 45 до 69 лет — 69 (15 %). Подавляющее большинство членов Общества были беспартийными — 596 человек (93 %), 47 (7 %) являлись членами РКП(б).

#### 1924—1926 годы
Первый Всесоюзный съезд ВОФ состоялся в декабре 1924 года в помещении ОУФБ. Из 69 делегатов филателисты составляли большинство — 35 человек, бонистов было 12, нумизматов — 2, филателистов-бонистов — 13, бонистов-нумизматов — 2, филателистов-нумизматов — 2. Председательствовал на съезде Л. К. Эйхфус.
На съезде было принято постановление о создании на базе Всероссийского общества филателистов Всесоюзного общества коллекционеров (ВОК), призванного объединить в Обществе не только филателистов, бонистов и нумизматов, но и коллекционеров других направлений. Съезд также постановил целиком влить ВОК в Филателистический интернационал в качестве национальной секции СССР и принял новые условия заграничного обмена, предложенные ОУФБ.
Сразу же после съезда правление ВОФ разослало разъяснение, в котором предлагалось всем отделам до утверждения НКВД нового наименования и нового устава выступать исключительно от имени Всероссийского общества филателистов и руководствоваться уставом Общества, утверждённым в 1924 году.
Разработка нового устава ВОК началась сразу после окончания первого съезда ВОФ, однако к концу 1927 года он так и не был утверждён. Действовал ранее принятый Устав ВОФ, во всех юридических документах Общество именовалось Всероссийским обществом филателистов. После 1928 года наименование «Всероссийское общество коллекционеров» не употреблялось.
В начале 1925 года, действуя директивными методами, правление Общества предписало всем отделам на местах приступить к организации секций нумизматов, коллекционеров благотворительных значков и марок. Было организовано Центральное бюро (ЦБ) правления, которое объединяло секции по направлениям. ЦБ состояло из секции филателистов (председатель Б. Ф. Памфилов)[≡], бонистов (председатель В. П. Вязельщиков)[≡] и нумизматов (председатель А. В. Сосновский)[≡]. В ЦБ также входила секция юных коллекционеров[≡] (председатель М. А. Артамонов)[≡]. В начале 1926 года оформилась секция экслибристов.
К концу 1926 — началу 1927 года в Обществе состояло около 3 тысяч человек.
13 декабря 1926 года правление ВОФ образовало научно-исследовательскую комиссию, председателем которой стал М. И. Калинин. Комиссия поставила себе задачей детально исследовать выпуски местных марок и бон и для этого вести разработку соответствующих архивных материалов и всякие другие изыскания.

#### 1927—1930-е годы
К 1927 году обострился конфликт между Советской филателистической ассоциацией (СФА) и некоторыми членами ВОФ, начавшийся ещё во время работы II съезда Общества. Противники методов СФА, которая ставила своей целью более жёсткое подчинение Общества филателистов, оформились в так называемую «вофовскую оппозицию».
12—14 июня 1927 года «вофовской оппозицией» был проведён расширенный Пленум правления ВОФ в Москве, на котором резкой критике подверглось руководство СФА (Ф. Г. Чучин) и ВОФ, избранное на II съезде, а также редактор общественной части объединённого журнала В. А. Бессонов. Правление ВОФ подверглось критике за слабую организацию снабжения коллекционеров филателистическим материалом, за плохо поставленную научно-исследовательскую работу. СФА рассматривалось «как злой гений ВОФ», как «главный конкурент и враг» Общества. Под давлением Пленума ряд членов правления подали заявления о выходе из его состава. Взамен были избраны новые руководящие органы: правление, председателем которого стал Александр Романович Френкель, ревизионная комиссия, а также новый редактор общественной части объединённого журнала Казимир Ипполитович Дунин-Борковский[≡].
Новое правление ВОФ просуществовало до 20 июня 1927 года. На первом его заседании, состоявшемся в этот день, состав ревизионной комиссии письменно заявил о незаконности своего избрания и отказе выполнять свои функции. Новому составу правления пришлось пойти на созыв совместного заседания с членами старого правления, избранного на II съезде. На совместном заседании была предпринята попытка юридически оформить решения июньского Пленума путём реконструкции правления. Новое правление самоликвидировалось, его члены, избранные II съездом ВОФ, вошли в реконструированное правление. Для узаконения других членов нового правления прибегли к кооптации. Пост председателя Общества был снова возвращён Б. К. Бильдину[≡].
Реконструированное правление просуществовало чуть больше месяца и, реально не приступив к работе, фактически распалось в начале августа. 25 августа 1927 года сторонники старого правления во главе с Ф. Г. Чучиным восстановили правление ВОФ, избранное на II съезде Общества. По предложению Ф. Г. Чучина при СФА было созвано частное совещание вофовского актива, в работе которого приняли участие оба правления (старое, избранное II съездом, и новое, «реконструированное»), оба состава ревизионной комиссии, два редактора объединённого журнала. Участники совещания резко осудили «вофовскую оппозицию», проведение и итоги июньского Пленума. Их точка зрения была изложена в обращении «Ко всем членам и отделам ВОФ». Единственно легитимным они признали правление, избранное на II съезде Общества, членов которого призвали безотлагательно приступить к работе.
Вечером 25 декабря 1927 года в помещении клуба деревообделочников, располагавшемся на Юшковом переулке, открылся третий съезд ВОК. Проработав всю ночь, он завершился утром 26 декабря. На съезде была дана оценка июньскому Пленуму. Признавая в целом нарушения процедуры созыва пленума, его решения практически не критиковались.
На съезде было также сформировано новое правление ВОК. В его состав не были включены ни Ф. Г. Чучин, ни Л. К. Эйхфус. Председателем правления вновь стал Б. К. Бильдин. Однако уже с лета 1928 года он по состоянию здоровья полностью отошёл от работы в правлении и исполняющим обязанности председателя правления ВОФ стал К. И. Дунин-Борковский.
Съезд призвал необходимым продолжить работу по созданию ВОК, для чего следовало разработать и утвердить устав Общества. Предполагалось, что в республиках будут созданы самостоятельные организации, которые войдут в состав Всесоюзной организации.

### Секция юных филателистов
Инициативная группа по созданию Всероссийского союза юных филателистов (ВСЮФ) была образована в июне 1922 года. В это же время возникли кружки юных филателистов и при школах в Петрограде, Краснодаре, Златоусте и т. д. Инициативная группа разработала устав ВСЮФ и даже передала его на утверждение в НКВД, однако в апреле 1923 года сразу же после создания ВОФ, инициативная группа ВСЮФ свернула свою работу и влилась в ВОФ на правах Секции юных филателистов (СЮФ). Незадолго до этого движение по организации юношеской филателии возглавил Ф. Г. Чучин. Он стал организатором СЮФ при ВОФ, при его непосредственном участии было разработано положение о Секции. Первым председателем СЮФ был избран Р. П. Рубинштейн, Ф. Г. Чучин был избран почётным председателем.
26 августа 1924 года правлением ВОФ было утверждено Положение о Секции юных филателистов и проведены новые выборы. Председателем был избран М. Н. Артамонов.
К концу 1924 года в СЮФ состояли 720 человек.

### Последующее развитие филателии
В конце 1930-х годов и в последующие годы произошел спад в филателистической деятельности в СССР. Кружки коллекционеров работали лишь при Московском и Ленинградском домах учёных и немногих других организациях. В мае 1957 года было создано Московское городское общество коллекционеров. Вскоре образовались филателистические организации в Баку, Харькове, Ленинграде, Кишинёве и других городах. 11 марта 1966 года на Учредительной конференции в Москве на основе Московского городского общества коллекционеров и ряда филателистических объединений в других городах страны, существовавших с 1957 года было создано Всесоюзное общество филателистов.

## Съезды Общества
- I съезд ВОФ (25—29 декабря 1924) — проводился во время Всесоюзной выставки по филателии и бонам[3], принял решение о переименовании ВОФ в ВОК[7].
- II съезд ВОФ (25—31 декабря 1925) — было избрано новое правление ВОФ[18].
- III съезд ВОК (25—26 декабря 1927) — пересмотр решений июньского Пленума, избрание нового правления из числа «вофовской оппозиции».

## Структура

### Центральные органы
К 1927 году сложилась следующая организационная структура управленческих подразделений Общества:
Правление
- Председатель — Борис Константинович Бильдин[≡].
- Заместитель — Борис Яковлевич Бабицкий; телефон (подстанция): 5-70.
- Казначей — Константин Яковлевич Ушаков.
- Член правления — Владимир Константинович Головкин.
- Ответственный секретарь — Мстислав Николаевич Артамонов[≡].

Секция филателистов
- Председатель — Борис Сергеевич Пашков; телефон: 4-96-09[≡].

Секция бонистов
- Председатель — Виктор Николаевич Вязельщиков; телефон: 1-82-53[^].

Секция нумизматов
- Председатель — Александр Васильевич Сосновский[^].

Секция собирателей «ex libris»
- Председатель — Александр Семёнович Васильковский.

Секция юных коллекционеров
- Председатель — Мстислав Николаевич Артамонов[^][^].

### Местные отделы
В 1924 году Общество включало 14 отделов:
1. Центральный областной (в составе 14 губерний; Москва)[^].
2. Московский губернский (Москва)[^].
3. Северо-Западный областной (Ленинград).
4. Ленинградский губернский (Ленинград).
5. Нижегородский губернский (Нижний Новгород).
6. Орловский губернский (Орёл).
7. Украинский областной (Харьков).
8. Донской областной (Ростов-на-Дону).
9. Дальневосточный областной (Владивосток).
10. Уральский областной (Екатеринбург).
11. Азербайджанский губернский (Баку).
12. Иркутский губернский (Иркутск).
13. Томский губернский (Томск).
14. Архангельский губернский (Архангельск).

На начало 1926 года Общество насчитывало уже 47 отделов, а в 1927 году их число составило 51. По состоянию на 1928 год, на территории Советского Союза были образованы следующие отделы (отделения) ВОФ:
1. Аджаристанский (Батум).
2. Азербайджанский (Баку).
3. Барнаульский.
4. Богучарский.
5. Владимирский.
6. Вологодский.
7. Вятский.
8. Вышневолоцкий.
9. Грозненский.
10. Днепропетровский.
11. Екатеринославский.
12. Зубцовский.
13. Иркутский.
14. Киевский.
15. Крымский (Симферополь).
16. Красноярский.
17. Минский (Белорусский).
18. Московский.
19. Северо-Западный (Ленинград).
20. Северо-Кавказский (Ростов-на-Дону).
21. Сестрорецкий.
22. Сормовский.
23. Таганрогский.
24. Ташкентский (Среднеазиатский).
25. Тифлисский (Грузинский).
26. Тверской.
27. Украинский (Харьков).
28. Херсонский.
29. Ферганский.
30. Феодосийский.

#### Московский губернский отдел
По данным на 1927 год, Московский губернский отдел включал 150 членов. Его правление находилось в Москве по адресу: ул. Герцена (Большая Никитская), 31, помещение 2[^]. Председателем отдела был Валериан Андреевич Бессонов (телефон 1-82-35)[^], а секретарём — Арсений Амф. Брюшное.

## Председатели правления
- 6 апреля 1923 — 4 октября 1924: Владимир Христианович Репман (1869 — 4 октября 1924; вскоре после избрания тяжело заболел и фактически в работе правления не участвовал)[2][21][≡].
- 9 октября 1924 — 31 декабря 1925: Леонгард Карлович Эйхфус (1892 — репрессирован в 1937 году)[22][23][24][25][≡].
- 31 декабря 1925 — лето 1928: Борис Константинович Бильдин[11][^][^].
- 3 декабря 1928—1934: Казимир Ипполитович Дунин-Барковский (1890 — репрессирован в январе 1934 года)[26][27][^].

## Печатный орган
С 28 апреля 1923 года постановлением общего собрания действительных членов ВОФ органом общества был единогласно избран журнал «Советский филателист» (позднее он назывался «Советский коллекционер»), издававшийся до 1932 года.

## Членские взносы
До 1925 года ежегодный взнос членов ВОФ составлял 13 рублей, из них: 6 рублей — членский взнос в ВОФ, 3 рубля — членский взнос в Филинтерн и 4 рубля — подписка на журнал «Советский коллекционер». С сентября 1925 года по решению правления членские взносы в провинциальных отделениях были снижены до 4 рублей. В Москве и Ленинграде взносы остались без изменения.

## Адрес
По данным на 1927 год, правление Всероссийского общества филателистов располагалось по следующему адресу:
Москва, ул. 1-я Тверская-Ямская, 3. Телефон: 1-82-35.

## Некоторые документы ВОФ
- О журнале (1928)
- Основные правила заграничного обмена (1928)
- Сообщение Правления ВОФ об условиях приёма на комиссию марок, бон и монет (1928)
- Сообщение Правления ВОФ об обратной передаче СФА контрольных пунктов (1928)